# Balleroy
Balleroy (Ausspracheⓘ) ist eine Ortschaft und eine ehemalige französische Gemeinde mit 900 Einwohnern (Stand: 1. Januar 2022) im Département Calvados in der Region Normandie. Sie gehörte zum Arrondissement Bayeux und zum Kanton Trévières.
Mit Wirkung vom 1. Januar 2016 wurden die früheren Gemeinden Balleroy und Vaubadon zu einer Commune nouvelle mit dem Namen Balleroy-sur-Drôme zusammengelegt und haben in der neuen Gemeinde den Status einer Commune déléguée. Der Verwaltungssitz befindet sich im Ort Balleroy-sur-Drôme.

## Geografie
Balleroy liegt am östlichen Rand des Naturschutzgebietes Wald von Cerisy, 13 km südwestlich der Stadt Bayeux und 20 km nordöstlich der Stadt Saint-Lô. Am Westrand des Ortes fließt die Drôme. Die Atlantikküste befindet sich etwa 18 km Luftlinie in nördlicher Richtung.

## Geschichte
Bis zum Jahr 1521 war das Dorf im Besitz eines Herrn d’Aunay, dann erwarb die Familie Trextot die Ländereien. Jean de Choisy, Berater, Notar und Sekretär des Königs, wiederum kaufte Balleroy und in der Folge auch die Ländereien Cormolain, Montfiquet und Vaubadon. Schon sein Vater war Gutsherr von Balleroy und legte den Grundstein für das heutige Schloss. Der Architekt François Mansart schuf nicht nur das Schloss, sondern plante auch die Wohnstätten der Dorfbewohner rundherum. Das Dorf Balleroy mit seinem Schloss als eine der ersten städtischen Siedlungen, dienten als Vorbild für andere Schlossanlagen, wie zum Beispiel Versailles.
Der Gutsherr von Balleroy erwirkte 1634 die Einrichtung eines dienstäglichen Wochenmarktes und zwei Messen pro Jahr.
Von 1792 bis 1795, zur Zeit des Großen Terrors, trug der Ort den Namen Bal-sur-Drôme.

## Bevölkerungsentwicklung
| Jahr                             | 1793  | 1836  | 1876  | 1926 | 1946 | 1968 | 1990 | 2013 |
| Einwohner                        | 1.228 | 1.395 | 1.114 | 850  | 950  | 757  | 613  | 996  |
| Quelle: Cassini, EHESS und INSEE |       |       |       |      |      |      |      |      |

## Sehenswürdigkeiten

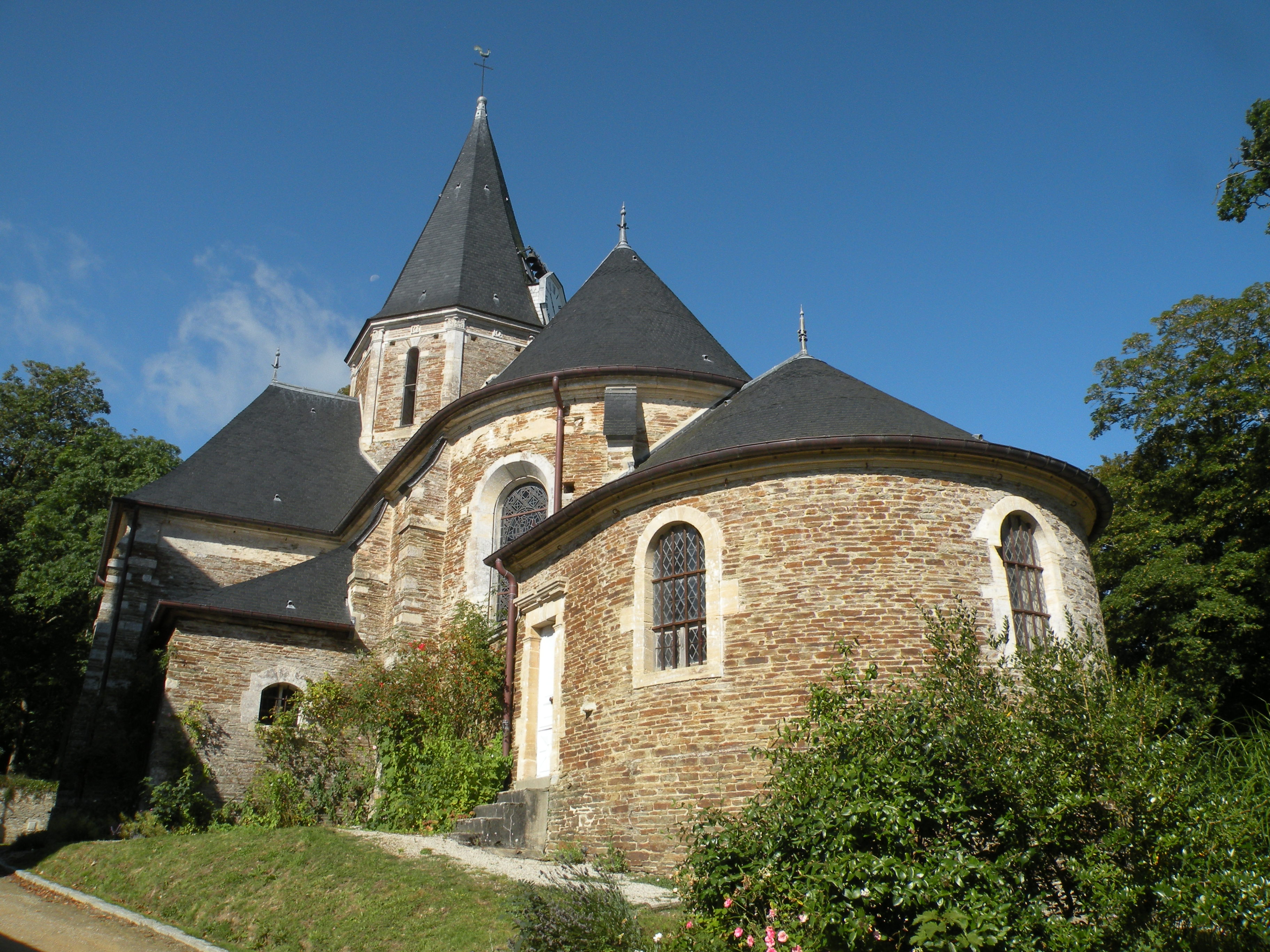
Kirche Saint-Martin

- Balleroy ist für sein Schloss Balleroy bekannt. Der Architekt François Mansart erbaute es 1631 im Auftrag des Ländereibesitzers Jean de Choisy (Senior).[2] Die angegliederten französischen Gärten samt Wassergraben wurden durch Henri Duchêne nach Plänen André Le Nôtres angelegt. Mitte des 19. Jahrhunderts ließ der Eigentümer einen romantischen Park im Stil eines englischen Landschaftsgartens anlegen. Der Park mit altem Baumbestand ist öffentlich, auf markierten Wegen darf spazieren gegangen werden. Von den einst 8000 Hektar sind heute lediglich 166 verblieben.[4]

- In einem Nebengebäude des Schlosses gründete Malcolm Forbes 1975 ein Museum für Heißluftballone. Im Laufe seines Lebens sammelte er Fotografien, Modelle, Dioramen, ungewöhnliche Objekte und einzigartige Dokumente, die die Geschichte der Heißluftballonfahrt nachzeichnen.[5]

- Kirche Saint-Martin aus dem Jahr 1650, seit 1951 Monument historique[6]

## Politik
Balleroy unterhält Partnerschaften zu folgenden Gemeinden:
- Shebbear, Devonshire (Vereinigtes Königreich)
- Ribe (Dänemark)
- Fô (Burkina Faso)